# Eduardo Mier y Miura
Eduardo Mier y Miura (Sevilla, 6 de març de 1858 - El Pardo, 18 de novembre de 1917) és un enginyer i geòleg espanyol, acadèmic de la Reial Acadèmia de Ciències Exactes, Físiques i Naturals.

## Biografia
El 1875 ingressà al Cos d'Enginyers Militars i hi assolí el grau de coronel. El 1882 va ingressar a l'Institut Geogràfic Estadístic, amb el que participà en l'elaboració del Mapa Magnètic d'Espanya i hi va promoure el servei de sismologia. El 1890 ingressà al Cos d'Enginyers Geògrafs i en va restablir els estudis de geodèsia. Va participar en diverses associacions geogràfiques internacionals i formà part de la Junta del Cadastre. També fou delegat d'Espanya a l'Associació Geodèsica Internacional.
Durant la guerra hispano-estatunidenca de 1898 va inventar els torpedes aeris. Al llarg de la seva vida va inventar diversos aparells com un mareòmetre i un mareògraf (que li valgueren la Medalla d'Or a l'Exposició Internacional de Buenos Aires de 1910), el medimareòmetre, dos models de comptadors elèctrics (Hispania i Krumer), el gravígraf (per mesura la intensitat de la gravetat), un cronògraf fotogràfic i un baròmetre. Entre 1891 i 1896 va dur a terme experiments aeronàutics per tal de solucionar l'estabilitat dels globus aerostàtics. Va formular teories sobre les equacions fonamentals i l'esmorteiment dels sismògrafs i sobre les aproximacions numèriques. El 1897 fou elegit acadèmic de la Reial Acadèmia de Ciències Exactes, Físiques i Naturals, i el 1911 va prendre possessió amb els discurs Utilidad de la Sismología, constitución interna de la Tierra, causa de los terremotos, y nuevos instrumentos sismológicos on formula una teoria sobre l'origen dels terratrèmols a l'interior de la terra.

## Selecció d'obres
- Mareógrafos fotográficos (1890)
- Mareómetros y mareógrafos de sifón (1908)
- El Gravígrafo (1891)
- Cronógrafos fotográficos (1892)
- Cotas ordinarias ortométricas y dinámicas (1893)
- El nivel de los mares (1895)
- Aparato Jaderin para medir bases geodésicas (1896)
- Datos sobre el servicio mareográfico (1900)
- Algunos datos acerca de la frecuencia de las olas y de su relación con ciertos microseísmos (1908)
- Aparato para medir la frecuencia de las olas (1909)
- Memoria acerca de la organización del servicio sismológico en España (1910)
- Teoría elemental de los péndulos horizontales (1910)
- Los rayos X (1896)
- Termolimitador Peña-Iglesias (1897)
- Las pilas eléctricas del porvenir (1896)
- Transmisión de la luz a través del espacio (1898)
- Ligera explicación de la telegrafía sin alambres (1899)
- Pérdidas producidas por los contadores de energía eléctrica y medios de disminuirlas (1901)
- ¿Inconvenientes de los contadores eléctricos? (1905)
- Contador de electricidad Krumer (1909)
- Contador de electricidad Hispania (1905)
- La constitución interna de la Tierra y las causas de los terremotos (1911)
- Nuevos instrumentos sismológicos (1911)
- Sismógrafo analizador (1911)